# Magne Robo Gakeen
Magne Robo Gakeen (яп. マグネロボ・ガ・キーン Магунэробо Га Ки:н) — японский аниме-сериал, выпущенный студией Toei Animation. Транслировался по телеканалу TV Asahi с 5 сентября 1976 года по 26 июня 1977 года. Всего выпущено 39 серий аниме. Сериал был дублирован на английском, испанском и итальянском языках. Сериал известен также, как Magnos the Robot или Renegade Force.

## Сюжет
Профессор Кадзуки каким то образом узнаёт о грядущей атаке на Землю со стороны инопланетян «Идзари» и создаёт супер-робота на основе теории о сфере и магнетизме. Дочь профессора — Май начинает пилотировать «Магнетмана Минуса», а доброволец и молодой парень по имени Такэру Ходзё берёт «Магнетмана Плюса». Вместе они могут соединять свои машины и образовывать супер-робота «Гакина», чтобы бороться с инородными агрессорами и спасти Землю.

## Список персонажей
- Такэру Ходзё (яп. 北条 猛（ほうじょう たける）) — главный герой истории. Отлично владеет каратэ, всё время ссорится с отцом. Был когда то вместе с матерью поражён молнией, после чего мать умерла, а у Такэру пробудились сверх-способности. Так как отец бил его, Такэру ещё будучи подростком покинул дом.
- Май (яп. 花月 舞) — дочь профессора Кадзуки. Посвятила всю себя научным исследованиям и экспериментам вместе с отцом. Становилась множество раз объектом экспериментальных исследований отца.
- Профессор Кадзуки (яп. 花月 守（かづき まもる) — вдовец. Проводил множество экспериментов на теле дочери. Первый узнал о грядущем вторжении инопланетян, но коллеги не верили ему и высмеивали. Так профессор решил самостоятельно образовать команду для борьбы с инопланетянами.
- Хитоси — член команды доктора Кадзуки. Пилот реактивного самолёта. Добрая и щедрая.

## Роли озвучивали
- Кадзуко Сугияма — Кадзуки Май
- Тосио Фурукава — Ходзё Такэси